# Sint-Petruskerk (Ortanella)
De Sint-Petruskerk (Italiaans: Chiesa di San Pietro) is een kerkgebouw in Ortanella in de gemeente Esino Lario in de Italiaanse provincie Lecco (regio Lombardije). De kerk bevindt zich in de parochie van San Vittore Martire en ligt in het uiterste zuidwesten van de gemeente Esino Lario en zuiden van Ortanella. Voor de kerk ligt er een open veld in de verder beboste omgeving. De kerk ligt aan een pad dat Esino Lario verbindt met Lierna en ligt op een natuurlijk balkon (op 996 meter boven zeeniveau) van waar men uitkijkt over het Comomeer.
Het gebouw is gewijd aan Sint-Petrus.

## Geschiedenis
Reeds in de 13e eeuw stond er hier op deze plaats een kerkje. Dit blijkt uit een lijst die opgesteld is door de priester Goffredo uit Bussero.
In 1927 werd het kerkje gerestaureerd door de familie Fontana uit Milaan.

## Opbouw
Het gebouw is een zaalkerk met een voorportaal, een halfronde apsis en een kleine klokkentoren op de nok van het dak boven het altaar.

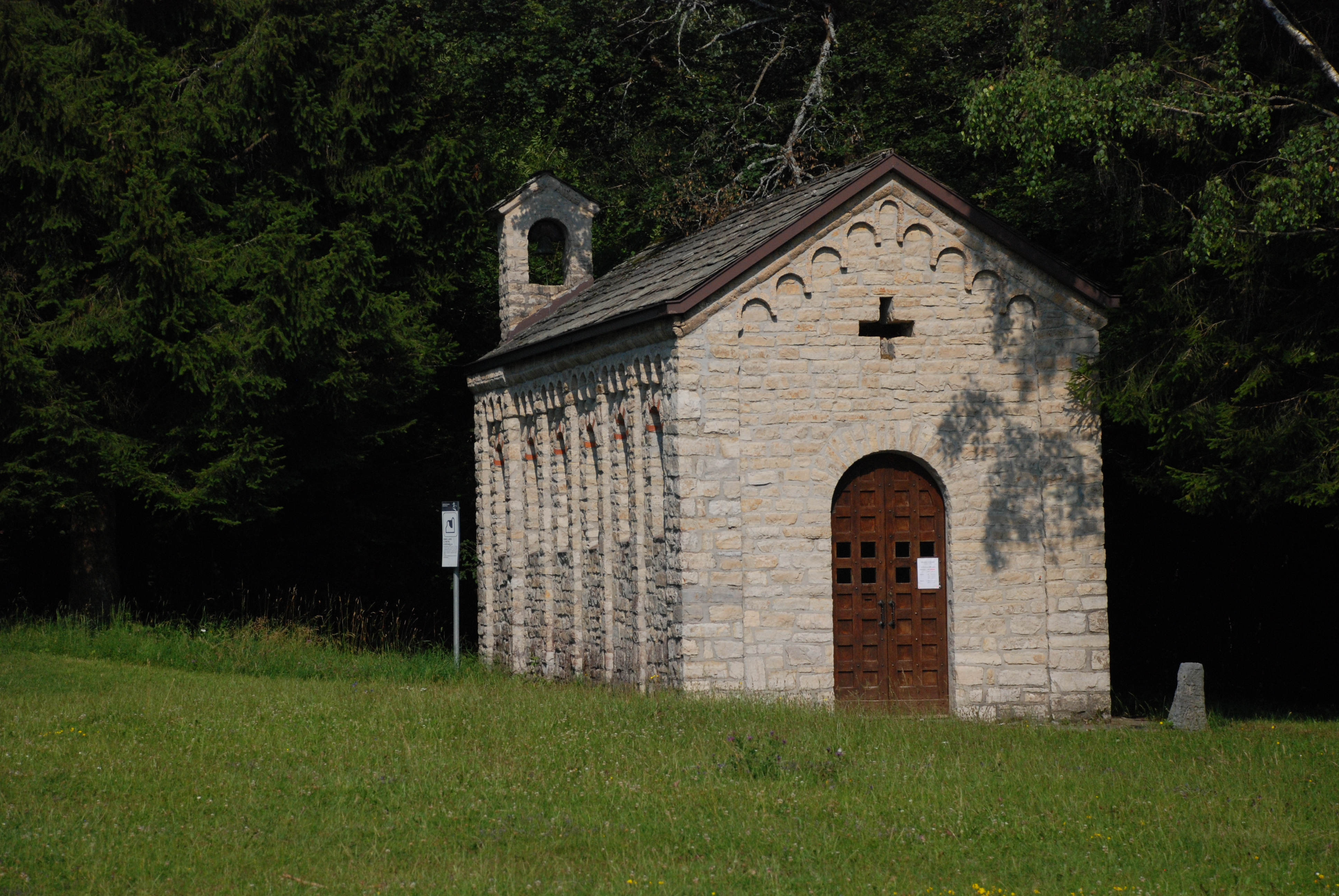
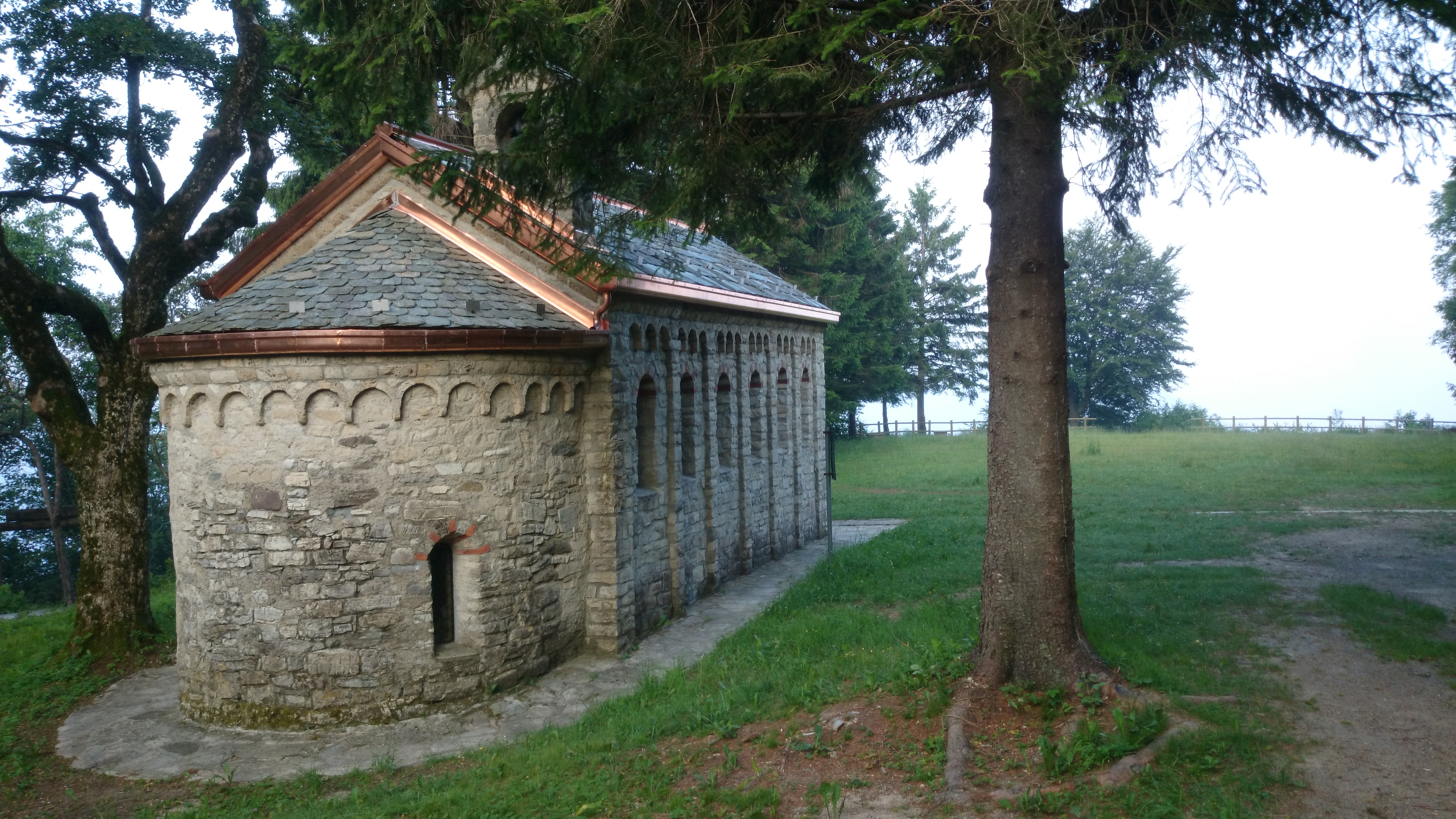
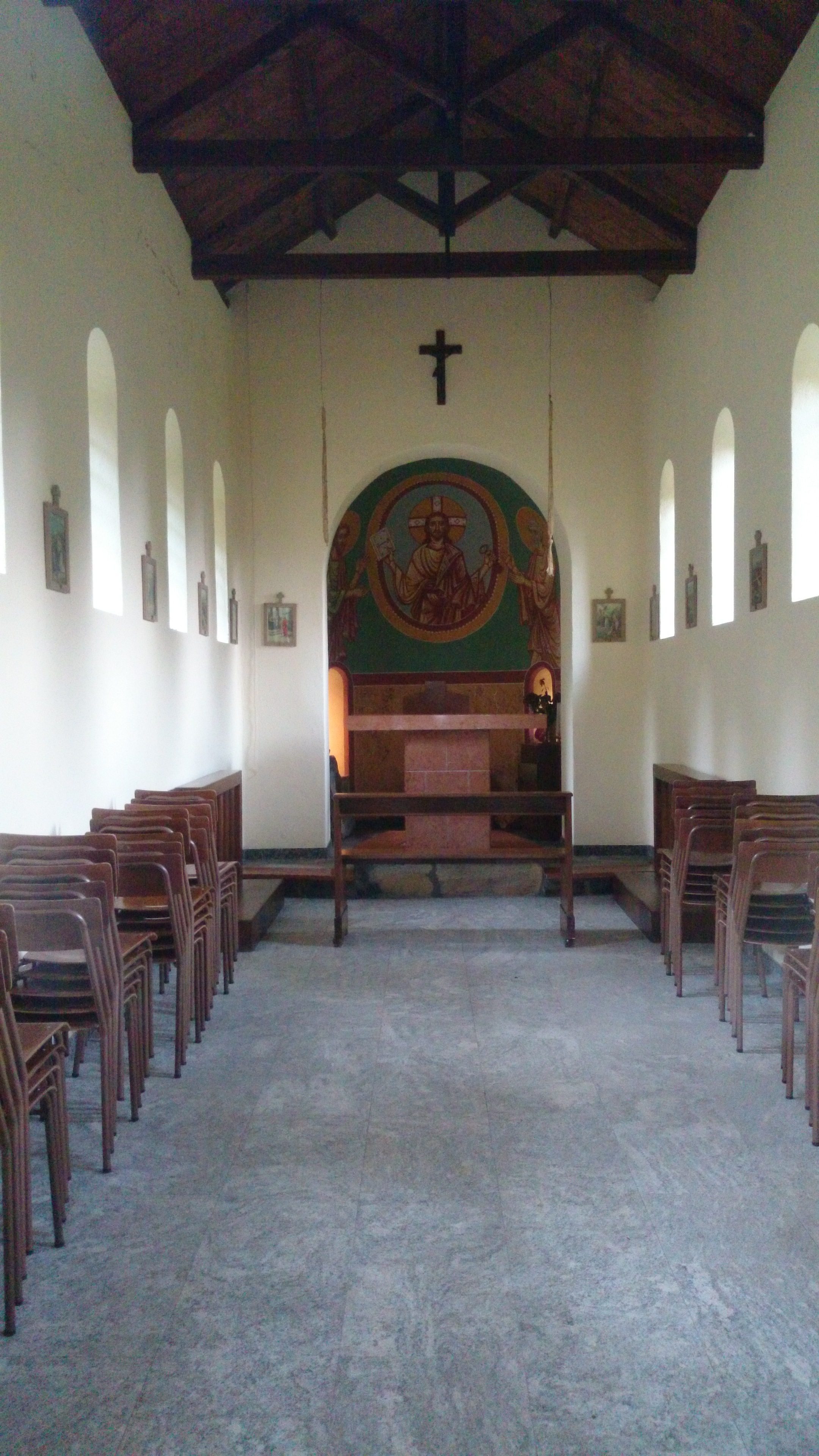